# 愛知県道282号今川刈谷停車場線
愛知県道282号今川刈谷停車場線（あいちけんどう282ごう いまがわかりやていしゃじょうせん）は、愛知県刈谷市を南北に縦断する県道である。
新富町交差点から刈谷駅前にかけては自転車レーンが設置されている。
また、全線に渡って、バス路線（刈谷駅 - 愛知教育大学など）となっている。

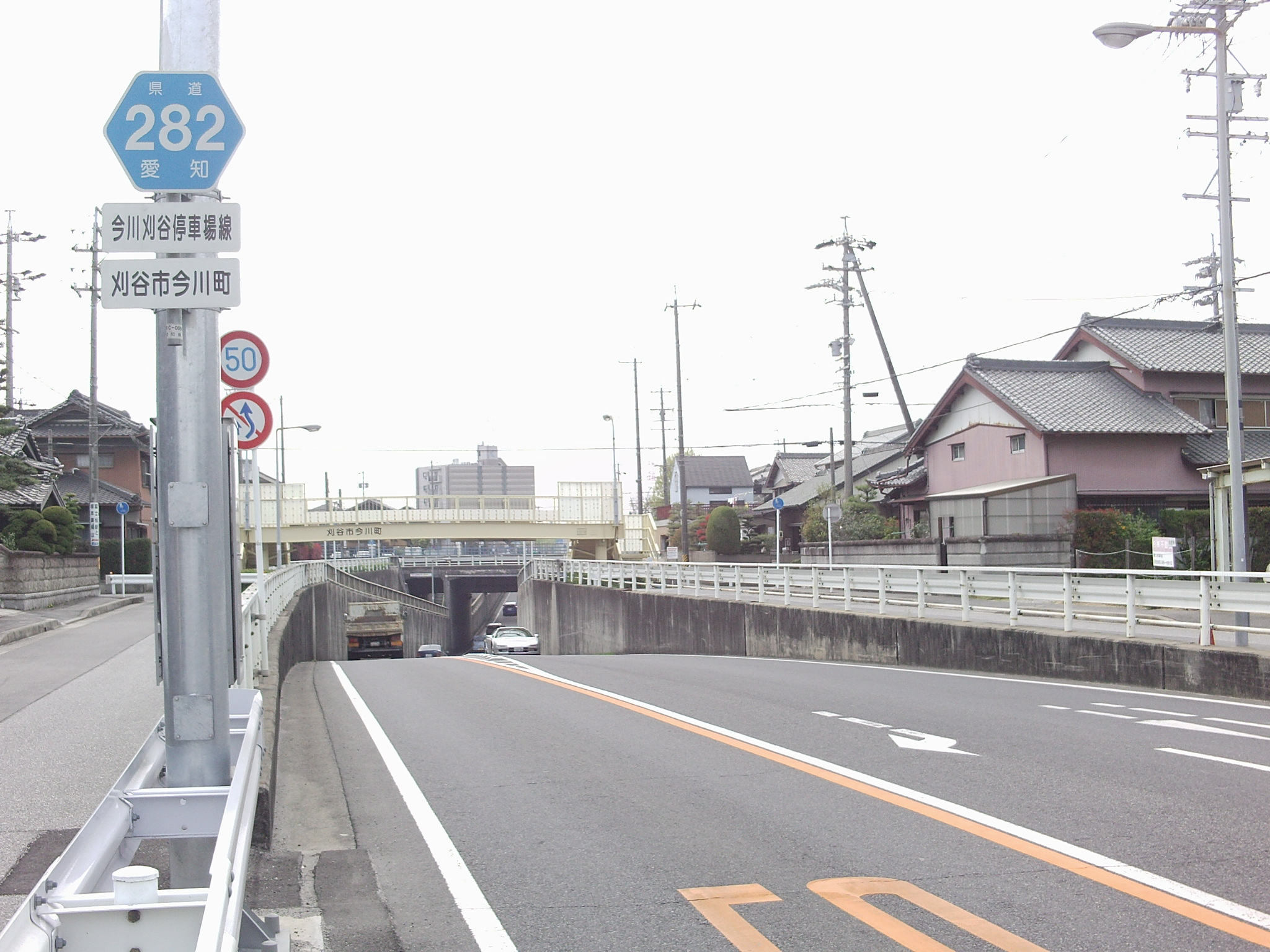
今川町。起点直後で名鉄名古屋本線富士松駅北側を潜る。

## 概要

### 路線データ
- 起点：愛知県刈谷市今川町
- 終点：愛知県刈谷市桜町（刈谷停車場）

## 沿革
- 1959年12月15日：認定

## 通過する自治体
- 愛知県
  - 刈谷市

## 接続する道路
- 国道1号（今川町東交差点）
- 愛知県道289号富士松停車場線（刈谷市今川町）
- 国道23号（知立バイパス：今川町山ノ神交差点）
- 愛知県道244号泉田共和線（泉田町神戸交差点）
- 国道155号（新富町交差点）
- 愛知県道51号知立東浦線（桜町交差点）

## 周辺
- 富士松駅
- 刈谷市総合運動公園
- デンソー本社
- トヨタ紡織本社
- JR・名鉄 刈谷駅

## 別名
- 駅北通り（刈谷市）